# لوییس ریچنتال گوتشالک
لوییس ریچنتال گوتشالک (زاده ۲۱ فوریه ۱۸۹۹ در بروکلین - درگذشته ۲۳ ژوئن ۱۹۷۵ در شیکاگو) یک مورخ آمریکایی، متخصص در لافایت و انقلاب فرانسه بود. او سال‌ها در دانشگاه شیکاگو، همان‌جا که جایی که گوستاووس اف و آن ام. سوئیفت استاد تاریخ بود، تدریس می‌کرد.